# Leonora Jiménez
Leonora Jiménez Monge (n. 1983, Santa Ana, Costa Rica) a fost câștigătorea adevărată în 2005 a titlului Miss Asia Pacific International. Cu toate acestea, ea este mai târziu a fost detronată din cauza participării ei la concursul Miss World din 2005. Titul de Miss Asia Pacific a fost acordat Evgheniei Lapova din Rusia, care era plasată pe locul doi. Ea este unul dintre modelele cele mai cunoscute din Costa Rica, ca și în alte părți ale lumii. Pe parcursul anului 2007 ea a început să facă publicitate pentru produsul "Vita de fitness". Leonora în 2008  a lansat al doilea concurs cu versiunea pentru America Latină, "America's Next Top Model", cu titlul "Super Model Centroamérica".